# Chinolin-8-sulfonsäure
Chinolin-8-sulfonsäure ist eine heterocyclische chemische Verbindung, welche aus einem Chinolingerüst besteht, das in 8-Position eine Sulfonsäuregruppe trägt.

## Darstellung
Die Verbindung kann durch Sulfonierung von Chinolin mit Oleum bei 90 °C erhalten werden. Als Nebenprodukt entsteht im Wesentlichen das in 5-Position substituierte Isomer.

## Verwendung
Chinolin-8-sulfonsäure kann zur Herstellung von 8-Hydroxychinolin, einem Komplexbildner, der als Desinfektionsmittel und Antimykotikum verwendet wird, dienen. Dies gelingt durch ipso-Hydroxylierung der Verbindung mit heißer Natronlauge.
Auch die isomere Chinolin-6-sulfonsäure, die durch direkte Sulfonierung von Chinolin nur in geringer Ausbeute zugänglich ist, kann durch thermische Isomerisierung von Chinolin-8-sulfonsäure hergestellt werden. Dies funktioniert, da das in 6-Position substituierte Isomer thermodynamisch stabiler ist.